# Archivo Federal de Alemania

Logotipo del Bundesarchiv.

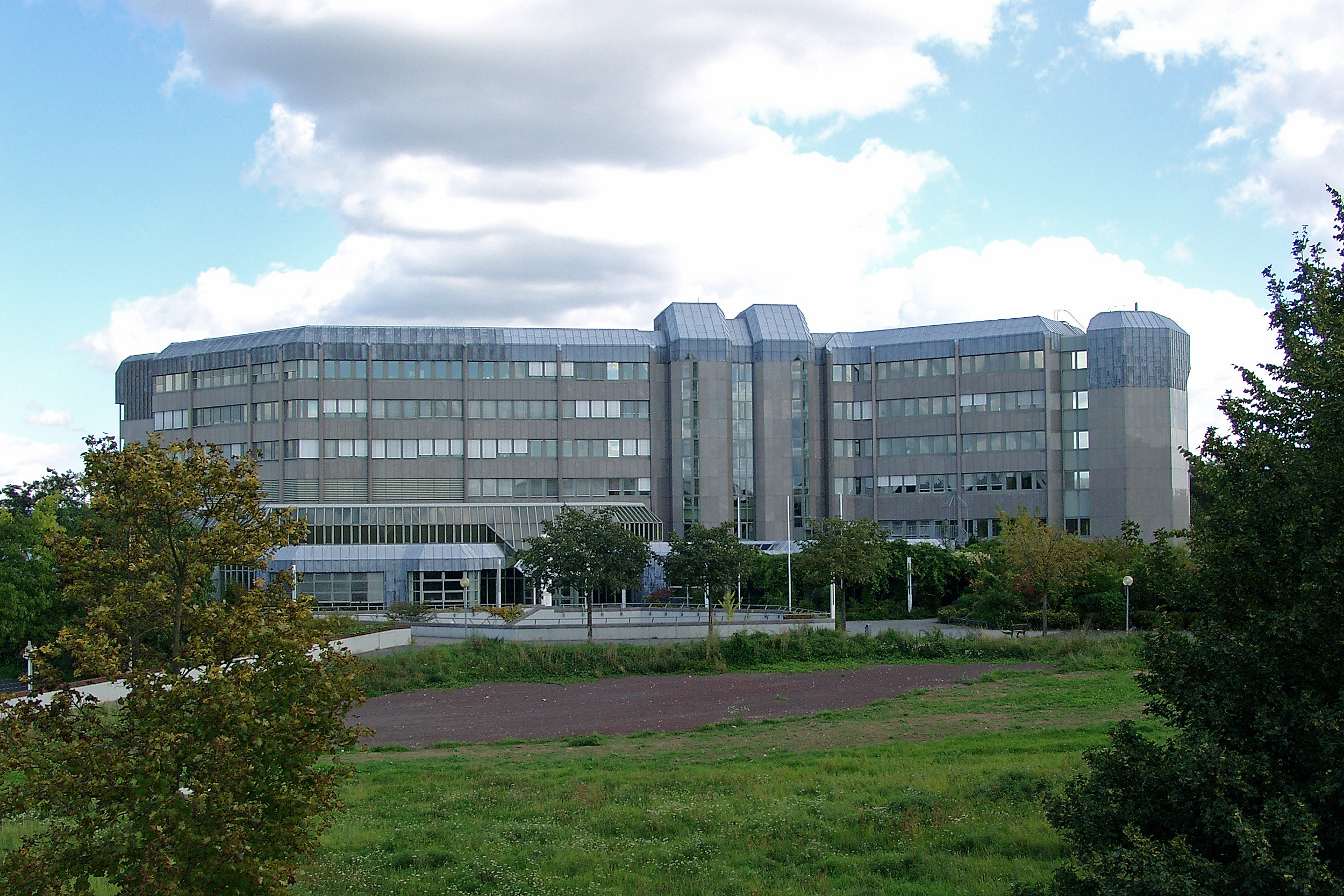
Archivo principal en Coblenza.

El Archivo Federal de la República Federal de Alemania (en alemán: Bundesarchiv, abreviado como BArch) es el conjunto de archivos centrales del Estado Federal de Alemania.
Constituyen una administración federal superior bajo la tutela del delegado del Gobierno Federal para la cultura y los medios de comunicación. Fueron creados en 1952 por vía reglamentaria, y sus objetivos se fijaron por ley en 1988.
Tiene su sede principal en Coblenza, con otras de menor importancia por toda Alemania.